# Pilar Savone
Pilar Savone (Estados Unidos, 16 de junho de 1971) é um produtora cinematográfica americana. Como reconhecimento, foi nomeada ao Oscar 2013 na categoria de Melhor Filme por Django Unchained.